# Tolterodina
A Tolterodina, vendida sob o nome commercial Detrol, entre outros, é um medicamento usado no tratamento da micção frequente, incontinência urinária ou urgência urinária. Os efeitos fazem-se sentir ao fim de aproximadamente uma hora. A administração é feita por via oral.
Os efeitos secundários mais comuns incluem dor de cabeça, boca seca, obstipação e tonturas. Os efeitos secundários graves podem incluir angioedema, retenção urinária e prolongamento do intervalo QT. O uso durante a gravidez e a amamentação apresenta uma segurança não claramente estabelecida. A Tolterodina atua bloqueando os receptores muscarínicos na bexiga, diminuindo assim as contrações vesicais.
A tolterodina foi aprovada para uso médico em 1998. Está disponível como medicamento genérico. Em 2019, um fornecimento mensal custava ao NHS cerca de 2,09 libras esterlinas. Nos Estados Unidos, o custo de venda por grosso da mesma quantidade rondava os 37,16 dólares americanos. Em 2017, foi o 229º medicamento mais prescrito nos Estados Unidos, com mais de dois milhões de prescrições.